# Centropogon occultus
Centropogon occultus este o specie de plantă din familia Campanulaceae. Este endemică din Ecuador. Habitatul natural al speciei constă în pădurile montane tropicale sau subtropicale umede. Specia este amenințată de pierderea habitatului.

## Source
- Moreno, P. & Pitman, N. 2003.  Centropogon occultus.   2006 IUCN Red List of Threatened Species.